# Giuseppe venduto dai fratelli (Bacchiacca)
Giuseppe venduto dai fratelli è un dipinto a olio su tavola (26x19 cm) di Bacchiacca, databile al 1515-1516 circa e conservato nella Galleria Borghese di Roma. La tavola faceva parte della decorazione della Camera nuziale Borgherini.

## Storia
A partire dal 1515 circa Salvi Borgherini fece decorare la camera nuziale di suo figlio Pierfrancesco e della consorte Margherita Acciaiuoli con una boiserie e mobilio intagliato da Baccio d'Agnolo, progettista anche del palazzo dove si trovava l'insieme, il tutto decorato da una serie di pannelli figurati di Pontormo, Francesco Granacci e, in una fase immediatamente successiva, Andrea del Sarto e il Bacchiacca.
Il tema era quello delle Storie di Giuseppe ebreo, eroe virtuoso e casto spesso raffigurato come esempio per le giovani coppie. Bacchiacca dipinse sei tavolette, due di forma allungata, oggi a Londra, e quattro pannelli più piccoli, oggi nella Galleria Borghese a Roma.
Il risultato era così straordinario che nel 1529 la Signoria voleva farne dono a Francesco I di Francia, ma Margherita Acciaiuoli negò la richiesta di acquisto seccamente.
Gli eredi della coppia però non ressero molto alle lusinghe e fu così che nel 1584 Francesco I de' Medici ottenne le tavole di Andrea del Sarto e di Granacci, che sono agli Uffizi e alla Galleria Palatina, mentre le altre andarono disperse tra collezioni romane e fiorentine, e si trovano oggi divise tra la National Gallery di Londra (tutte le tavole di Pontormo e due di Bacchiacca) e la Galleria Borghese di Roma (le quattro piccole tavole di Bacchiacca).

## Descrizione e stile
Invidiosi della predilezione che loro padre Giacobbe ha per l'ultimo nato Giuseppe, i fratelli decidono di sbarazzarsi di lui, vendendolo a un gruppo di mercanti ismaeliti e dicendo al loro padre che è morto (Genesi 37, 28).
La scena, non sicuramente identificata nell'episodio della vendita, mostra infatti Giuseppe tra i mercanti condotto dal fratello col bastone e la veste viola (riconoscibile anche in altre tavole della serie), ma egli è già adulto e non fanciullo come si vede ad esempio nella scena di Giuseppe venduto a Putifarre di Pontormo, che dovrebbe essere immediatamente successiva. Nello sfondo un gruppo di figure vicine a un cavaliere, probabilmente i fratelli che si spartiscono il ricavato della loro vendita.
Pur senza ricercare schemi troppo innovativi, Bacchiacca si ispirò in questa scena alle stampe nordiche (soprattutto Luca di Leida e Albrecht Dürer) come denuncia il chiaroscuro accentuato, la foggia degli abiti e il paesaggio sinistro e incombente sulle figure. I colori usati sono accesi e denotano un'influenza michelangiolesca, presente un po' in tutti i manieristi fiorentini.